# Nnamdi Madubuike
Justin Madubuike (Dallas, 17 novembre 1997) è un giocatore di football americano statunitense che milita nel ruolo di defensive end per i Baltimore Ravens della National Football League (NFL).

## Carriera

### Baltimore Ravens
Madubuike al college giocò a football a Texas A&M dal 2016 al 2019. Fu scelto nel corso del terzo giro (71º assoluto) del Draft NFL 2020 dai Baltimore Ravens. Nel penultimo turno mise a segno il suo primo sack su Daniel Jones dei New York Giants e chiuse la sua prima stagione con 17 tackle in 10 presenze. Nel 2021 mise a segno 2 sack e nel 2022 salì a quota 5,5.
Nel tredicesimo turno della stagione 2023 contro i Los Angeles Chargers, Madubuike divenne il primo giocatore dei Ravens ad arrivare in doppia cifra con i sack dal 2017. Due settimane dopo, con un sack con cui forzò un fumble contro i Jacksonville Jaguars, divenne il terzo giocatore della storia da quando i sack divennero una statistica ufficiale nel 1982 a farne registrare almeno 0,5 in undici gare consecutive in una stagione. A fine stagione fu convocato per il suo primo Pro Bowl e inserito nel Second-team All-Pro dopo essersi classificato nono nella NFL con 13 sack.
Con il contratto in scadenza, il 5 marzo 2024 i Ravens annunciarono che avrebbero applicato la franchise tag su Madubuike. Tre giorni dopo firmò un nuovo contratto quadriennale da 98 milioni di dollari. A fine stagione fu convocato per il suo secondo Pro Bowl.

## Palmarès
- Convocazioni al Pro Bowl: 2

2023, 2024
- Second-team All-Pro: 1

2023